# Міхал Долежал
Міхал Долежал (чеськ. Michal Doležal; 11 березня 1978) — чеський стрибун на лижах з трампліна.
У Кубку світу бере участь з 1996 року. На зимових Олімпійських іграх у Нагано — посів 7 місце у командних змаганнях та 8-е — у особистих змаганнях на високому трампліні. Найкраща позиція на етапах кубку світу — 7 у Польщі 1999-го. У чемпіонаті світу посідав місця нижче 30-го.